# 認識台湾
認識台湾（にんしきたいわん）は、台湾（中華民国）の中学生を対象にした教科書であり、地理篇・歴史篇・社会篇の3科が存在した。1997年（民国86年）度から台湾全土で使われるようになったが、陳水扁政権下の九年一貫課程政策の導入で消滅した。

## 導入までの経緯
第二次世界大戦後の台湾では、従来は中国国民党の監修の下に、台湾の中学生たちは、台湾の歴史ではなく、中国の歴史を教えられてきた。蔣介石総統の死後、その長男の蔣経国が台湾の政治システムのリベラル化を推進し、1987年（民国76年、昭和62年）に台湾における戒厳令を解いた。蔣経国の没後、初の台湾生まれ（本省人）の総統である李登輝がその政策を引き継ぎ、1996年（民国85年、平成8年）に「初の正副総統直接選挙」を実施した。これらを背景にして、教科書『認識台湾』は生まれた。

## 概要

### 歴史篇
『認識台湾』は、1996年に発行され、1997年に台湾の国民中学（日本の中学校に相当）の教科書に採用された。同教科書は、アジアでの関心を巻き起こした。台湾の従来の歴史教科書では軽視されていた台湾の歴史を「国史」として位置づけた。特に約3分の1を占める日本統治時代に対しては、客観的史実に基づき事例を写真とともに紹介しつつ、肯定的な記述がなされていた。

### 日本語訳
2000年（平成12年）3月、歴史篇のみだが1994年（民国83年、平成5年）10月発布版に依拠して編集・日本語訳、『台湾を知る 台湾国民中学歴史教科書』として雄山閣出版から出版されている。同書には「民国83年10月発布の歴史編に依拠して編集」、「国民中学1年生の前、後期での使用に供するものである」とのコメントが冒頭にある。また「文字はつとめて簡明で明確なものとし」、さらに「本文の内容にあわせて図表と写真を付し」とあるように、合計140点を越える図表と写真が網羅されている。訳者の1人、蔡易達（さい・いたつ、台湾・南投県生まれ）が、日本語訳にあたって、冒頭のコメントを執筆した。
日本では特に『認識台湾 (歴史篇)』を指すことが多いのは、日本語訳が歴史篇のみに限定されていることによる。

## 九年一貫課程政策の導入
2001年から暫定試行され、2003年より台湾全国で全面実施が行われた「九年一貫課程綱要」により、従来の教科単位の授業を行う概念から、学習領域を設定したカリキュラムへと、教育改革が行われた。
これに従い認識台湾は「社会学習領域」へと組み込まれ、消滅した。

## 関連事項
- 台湾問題 （en:Political status of Taiwan）
- 中華民国の政治#外交 （en:Foreign relations of the Republic of China）
- zh:File:Getting to Know Taiwan History Textbook.jpg - 台湾の著作権法に準拠して『認識台湾 (歴史篇)』の表紙が閲覧できる